# Голубая танагра
Голубая танагра, или синий траупис (лат. Thraupis episcopus) — вид птиц из семейства танагровых. Выделяют 14 подвидов.

## Описание
Оперение тела серое. Верхние кроющие перья окрашены от зелёно-синеватого до бирюзового цвета. Самка окрашена так же, как самец, её оперение имеет более зелёный оттенок. Пение птиц напоминает пискливое щебетание.

## Распространение
Область распространения простирается от Мексики до Перу и северо-запада Бразилии. Кроме того, она обитает в Тринидаде и Тобаго.

## Размножение
В кладке 1—3 (обычно 2) яйца, от беловатого до серовато-зелёного цвета с коричневыми или более тёмными отметинами. Насиживает кладку только самка, период насиживания 12—14 дней. Птенцов выкармливают обе родительские птицы, птенцы оперяются через 17—18 дней.